# Dinny Hannon
Dinny Hannon, né le 31 janvier 1888 à Athlone et mort en août 1971, est un footballeur international irlandais. Il joue au poste d'attaquant côté droit et joue dans deux clubs irlandais, le Bohemian Football Club puis l'Athlone Town Football Club. Il est le tout premier joueur à être sélectionné à la fois en équipe d'Irlande de football et en équipe de république d'Irlande de football. Il fait donc partie des doubles internationaux irlandais. En 1913, il fait partie de la toute première équipe d'Irlande à battre celle d'Angleterre. En 1924 il est dans l'équipe de l'État Libre d'Irlande qui participe aux Jeux olympiques de 1924 à Paris.

## Carrière en club
Dinny Hannon joue plusieurs saisons avec les Dublinois du Bohemian Football Club. Il participe donc aux trois finales de la Coupe d'Irlande disputées par le club à la fin des années 1900. Il remporte la compétition en Coupe d'Irlande 1907-1908. Bohemian bat cette année-là le Shelbourne FC en deux matchs. La première finale se termine sur le score nul de 1-1 et le match d'appui est remporté 3-1.
Après l'indépendance irlandaise, Dinny Hannon joue avec le club de sa ville de naissance, Athlone Town Football Club. En 1924, il remporte la Coupe d'Irlande 1923-1924. Après avoir éliminé successivement les Bohs puis Shelbourne, Athlone rencontre les Corkmens de Fordsons FC. Hannon marque le but victorieux de la finale. Peu de temps après cette victoire, il est sélectionné en équipe de l'État Libre d'Irlande avec cinq de ses coéquipiers Tommy Muldoon, Frank Ghent, Paddy Reilly et John Joe Dykes pour participer aux Jeux olympiques de 1924 à Paris.

## Carrière en équipe nationale
Quand Hannon commence sa carrière de footballeur en 1908, l'Irlande est représentée par une équipe sélectionnée par l'Association irlandaise de football basée à Belfast. Toutefois, au début des années 1920, à la suite de la partition de l'Irlande se crée alors à Dublin la Fédération d'Irlande de football qui met en place sa propre équipe nationale.

### IFA XI
Entre 1908 et 1913, alors qu'il joue sous les couleurs des Bohemians, Hannon est sélectionné à six reprises en équipe d'Irlande de football. Il fait ses débuts internationaux le 15 février 1908 lors d'une défaite 3-1 contre l'Angleterre au stade de Solitude à Belfast. Il marque le seul but des Irlandais. C'est le seul et unique but de sa carrière internationale. Son deuxième match a lieu le 14 mars 1908 contre l'Écosse pour une défaite 5-0 à Dalymount Park à Dublin. Au total, Hannon affronte l'Angleterre à trois reprises, l'Écosse deux fois et le pays de Galles une fois.
Sa dernière sélection est particulière. Elle a lieu le 15 février 1913 à Windsor Park. Ce jour-là, l'Irlande bat l'Angleterre pour la toute première fois de son histoire sur le score de 2 buts à 1.

### État Libre d'Irlande
En 1924, Dinny Hannon est sélectionné à deux reprises, mais cette fois par la nouvelle fédération nationale basée à Dublin. Accompagnant des joueurs comme Paddy Duncan, Tommy Muldoon ou Joe Kendrick, il participe aux Jeux olympiques de 1924 à Paris.
Hannon joue son premier match aux Jeux contre la Bulgarie le 28 mai 1924. La victoire lors de ce match ouvre la porte des quarts de finale aux Irlandais. Hannon joue aussi ce match contre les Pays-Bas. L'Irlande s'incline sur le score de deux buts à un après prolongation. Hannon est alors âgé de 36 ans. Il est un des plus vieux footballeurs à participer aux JO cette année-là. Ce statut de "vétéran" lui permet d'être le capitaine de son équipe lors des épreuves olympiques.
Son statut d'international irlandais n'a été reconnu par la Fédération d'Irlande de football qu'en 2024 soit cent ans après des deux sélections,.

## Palmarès
Bohemian FC
- Coupe d'Irlande
  - Vainqueur en 1907-1908
  - Deuxième en 1908-1909 et 1910-1911

Athlone Town
- Coupe d'Irlande
  - Vainqueur en 1923-1924